# 格雷戈里·塞爾蒂奇
格雷戈里·塞爾蒂奇（法語：Grégory Sertic；1989年2月5日—）是一位克羅地亞裔法國足球運動員，在場上的位置是防守型中場。現時被法甲球隊馬賽外借至瑞士超球隊蘇黎世，曾效力於波爾多。他也代表法國U21隊參賽。